# Luísa Frederica de Württemberg
Luísa Frederica de Württemberg (em alemão:  Louise Friederike; Estugarda, 3 de fevereiro de 1722 — Hamburgo, 2 de agosto de 1791) foi uma duquesa-consorte de Meclemburgo-Schwerin.

## Biografia
Luísa Frederica foi a única filha sobrevivente do príncipe-herdeiro Frederico Luís de Württemberg e da sua esposa, a marquesa Henriqueta Maria de Brandemburgo-Schwedt.
A morte imprevista do seu pai, falecido em 1731, determinou a extinção da linha principal da Casa de Württemberg, pelo que o governo do ducado passou para as mãos do duque Carlos Alexandre, da linha de Württemberg-Winnental, que se teve de converter ao catolicismo.

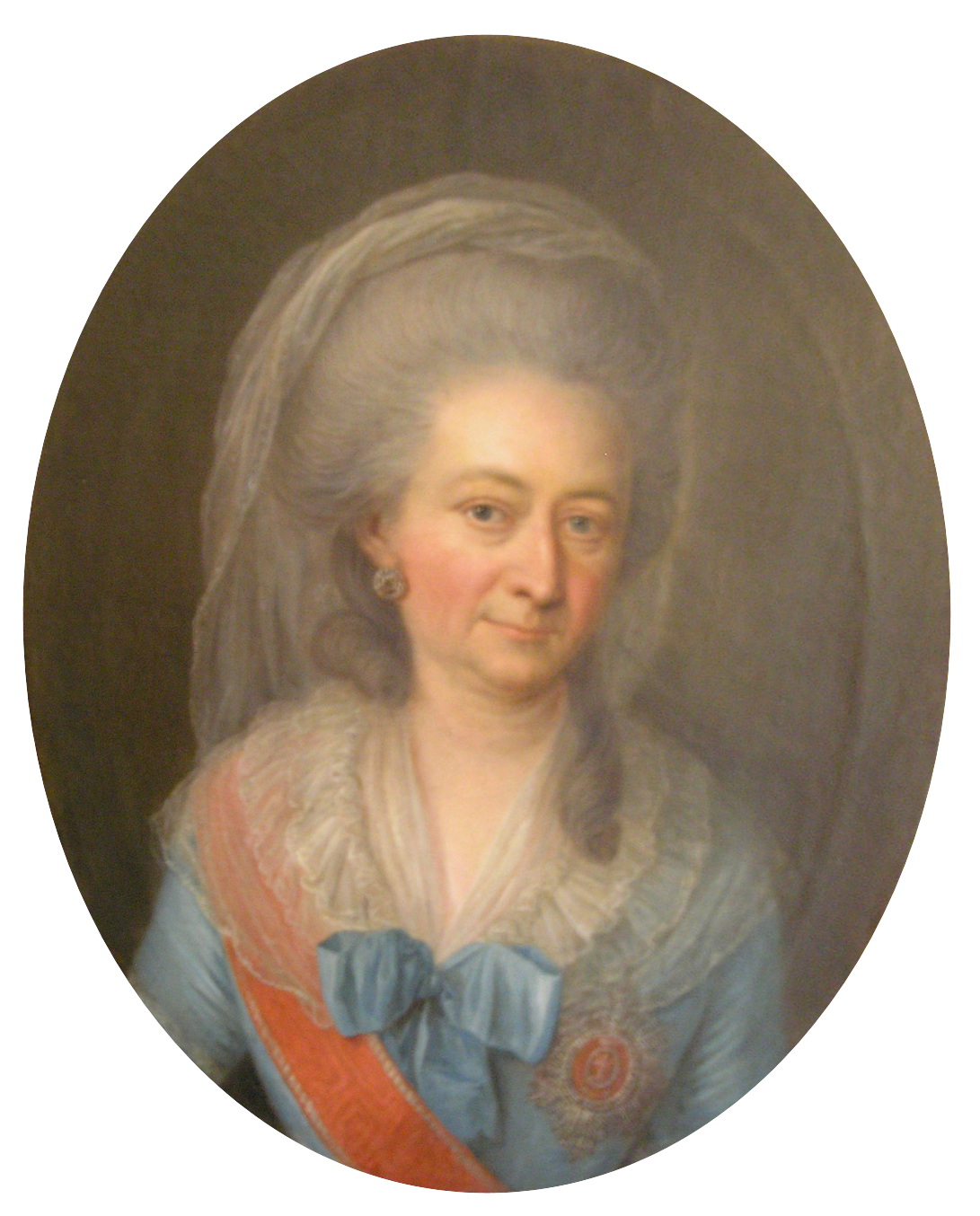
Retrato por Christian Friedrich Reinhold Lisiewski, pintado antes de 1791.

A 2 de março de 1746, Luísa casou-se com o futuro duque Frederico II de Meclemburgo-Schwerin. Devido à morte prematura do seu pai, a cerimónia foi realizada no Castelo de Schwedt, residência do seu tio materno, o marquês Frederico Guilherme de Brandemburgo-Schwedt. Desta união não nasceram filhos, pelo que, após a morte do seu marido, o ducado foi herdado pelo irmão dele, o duque Frederico Francisco I de Meclemburgo-Schwerin. A partir de 1760, a duquesa começou a passar os meses de verão no Castelo de Anfang que tinha comprado em Hamburgo. A partir de 1786, passou a viver no Palácio de Rostocker. Morreu em Hamburgo, no dia 2 de Agosto de 1791 e foi sepultada ao lado do marido na igreja do Palácio de Ludwigslust.
O seu retrato "mit Mohrenknaben" de 1772, de Georg David Matthieu, um pintor da corte, pertence à colecção do Museu Estatal de Schwerin.

## Genealogia
| Luísa Frederica de Württemberg | Pai: Frederico Luís de Württemberg            | Avô paterno: Everardo Luís de Württemberg             | Bisavô paterno: Guilherme Luís de Württemberg                              |
| Luísa Frederica de Württemberg | Pai: Frederico Luís de Württemberg            | Avô paterno: Everardo Luís de Württemberg             | Bisavó paterna: Madalena Sibila de Hesse-Darmstadt                         |
| Luísa Frederica de Württemberg | Pai: Frederico Luís de Württemberg            | Avó paterna: Joana Isabel de Baden-Durlach            | Bisavô paterno: Frederico VII de Baden-Durlach                             |
| Luísa Frederica de Württemberg | Pai: Frederico Luís de Württemberg            | Avó paterna: Joana Isabel de Baden-Durlach            | Bisavó paterna: Augusta Maria de Baden-Durlach                             |
| Luísa Frederica de Württemberg | Mãe: Henriqueta Maria de Brandemburgo-Schwedt | Avô materno: Filipe Guilherme de Brandemburgo-Schwedt | Bisavô materno: Frederico Guilherme I de Brandemburgo                      |
| Luísa Frederica de Württemberg | Mãe: Henriqueta Maria de Brandemburgo-Schwedt | Avô materno: Filipe Guilherme de Brandemburgo-Schwedt | Bisavó materna: Sofia Doroteia de Schleswig-Holstein-Sonderburg-Glücksburg |
| Luísa Frederica de Württemberg | Mãe: Henriqueta Maria de Brandemburgo-Schwedt | Avó materna: Joana Carlota de Anhalt-Dessau           | Bisavô materno: João Jorge II de Anhalt-Dessau                             |
| Luísa Frederica de Württemberg | Mãe: Henriqueta Maria de Brandemburgo-Schwedt | Avó materna: Joana Carlota de Anhalt-Dessau           | Bisavó materna: Henriqueta Catarina de Orange-Nassau                       |